# Ільїнські Хутори
Ільїнські Хутори (біл. вёска Ільлянскія Хутары) — село в складі Вілейського району Мінської області, Білорусь. Село підпорядковане Іллінській сільській раді, розташоване в північній частині області.

## Історія
У 1921–1945 роках застінок знаходилось у Польщі, у Вільнюськім воєводстві, Вілейського повіту, у гміні Ілля.

## Населення
- 1931 рік — 132 людини, 30 будинків[1].